# Gödel, Escher, Bach
Gödel, Escher, Bach – ein Endloses Geflochtenes Band, kurz GEB, ist ein Buch von Douglas R. Hofstadter aus dem Jahr 1979, die deutsche Übersetzung erschien 1985. Der Originaltitel lautet Gödel, Escher, Bach – An Eternal Golden Braid.

## Hintergrund
Das Buch entstand ab 1974 und fokussierte sich zunächst auf den Unvollständigkeitssatz von Kurt Gödel und die Grenzen formaler Logik. Später fügte Hofstadter Dialoge und Bezüge zu M. C. Escher und Johann Sebastian Bach hinzu, „sodass die Verspieltheit zu einer Art zweitem – aber äußerst wichtigem – Teil des Buches wurde“. Hofstadter betonte immer wieder, dass es nicht um die Beziehungen zwischen Mathematik, Kunst und Musik geht, sondern darum, wie Kognition und menschliche Intelligenz entstehen:

„Worum es bei Gödel, Escher, Bach wirklich ging, war das Wort Ich. Bewusstsein. Es ging darum, wie das Denken aus gut versteckten Mechanismen hervorgeht, die wir kaum verstehen. Wie nicht nur das Denken, sondern auch unser Selbstgefühl und unser Bewusstsein uns von anderen komplizierten Dingen unterscheidet. Wie das Verständnis der Selbstreferenz helfen könnte, das Bewusstsein zu erklären, sodass wir es eines Tages in sehr komplizierten Strukturen wie Computern erkennen könnten. Ich habe versucht zu verstehen, was ein Selbst und was eine Seele ausmacht. Was Bewusstsein aus bloßen Elektronen, die durch Drähte fließen, entstehen lässt.“

## Inhalt
Der Autor sieht in bestimmten selbstbezüglichen Mustern, den von ihm so genannten seltsamen Schleifen in rückgekoppelten Systemen, den Schlüssel zum Verständnis von Phänomenen wie Sein oder Bewusstsein. Seine Systematik verbindet das mathematische Werk Kurt Gödels mit den kunstvollen Illustrationen M. C. Eschers und der Kunst der Fuge Johann Sebastian Bachs. Diese schöpferischen Werke setzt er in Beziehung zur Informatik, wie selbstbezüglichen Computerprogrammen, den sogenannten Quines, und den Strukturen der DNS, mithin der Molekularbiologie, sowie dem (Selbst-)Bewusstsein eines Individuums.
Jedem Kapitel geht ein kurzer Dialog mit den Hauptfiguren des von Aristoteles geschilderten Paradoxons Achilles und die Schildkröte voran, in dem der schnelle Achilles die langsame Schildkröte niemals einholt. Die fugenartig eingestreuten Dialoge mit der Schildkröte Theo und anderen Tieren leiten das Thema des folgenden Kapitels jeweils spielerisch ein. Einer der Dialoge ist ein Nachdruck von Lewis Carrolls Erzählung What the Tortoise Said to Achilles vor dem Kapitel II – Bedeutung und Form in der Mathematik. Carrolls Nonsensgedicht Jabberwocky aus Alice hinter den Spiegeln dient als englisch-französisch-deutsche Suite zur Einleitung von Kapitel XII – Geist und Denken zur Betrachtung von Übersetzungsproblemen aufgrund semantischer Unterschiede der Bedeutung.
Das Buch ist voll von Rätseln, darunter Hofstadters MU-Rätsel, das das Denken innerhalb eines definierten logischen Systems mit dem Denken über dieses System vergleicht. Ein weiteres Beispiel ist das Kapitel mit dem Titel Contrakrostipunktus, das die Wörter Kontrapunkt und Akrostichon kombiniert. Im Dialog zwischen Achilles und der Schildkröte deutet der Autor an, dass es in diesem Kapitel ein kontrapunktisches Akrostichon gibt, das sich sowohl auf den Autor (Hofstadter) als auch auf Bach bezieht. Dies lässt sich herausfinden, indem man das erste Wort eines jeden Absatzes nimmt: „Hofstadters Contrakrostipunktus akrostikalisch bespiegelt sagt J. S. Bach“. Das zweite Akrostichon ergibt sich, wenn man die Anfangsbuchstaben der Wörter des ersten Akrostichons nimmt und sie rückwärts liest, um „J. S. Bach“ zu erhalten, wie der Akrostichon-Satz selbstreferentiell feststellt.
Hofstadter nähert sich dem Geist aus der Perspektive der Computerwissenschaften, da es sowohl Hardware- als auch Software-Aspekte der menschlichen Intelligenz gibt. Er betrachtet die Entfaltung der Intelligenz im Sinne eines formalen Systems. Im Gegenzug erklärt Hofstadter, dass formale Systeme eingebettet sind. Er folgert daraus, dass es im Verhältnis zu dem, was wir in einem formalen System als explizit wahrnehmen, auch einen Aspekt gibt, der immanent implizit ist. Er stellt eine biologische Analogie darüber vor, wie einzelne Neuronen im Gehirn koordiniert werden, um ein einheitliches Gefühl eines kohärenten Geistes zu schaffen, indem er das Verhalten mit der sozialen Organisation in einer Ameisenkolonie vergleicht. Darin entspricht jede Ameise einem Signal, während das voll entwickelte Ameisenvolk einen ganzheitlichen Aspekt annimmt und neue molekulare Mechanismen entstehen.
In den Schlusskapiteln befasst sich Hofstadter mit Rückblicken und Aussichten zur künstlichen Intelligenz, dem Ursprung von Kreativität und dem Zusammenhang zwischen Intelligenz und Gefühl. Die Frage, ob Computerprogramme jemals schöne Musik schreiben könnten, beantwortete er wie folgt:

„Musik ist die Sprache der Gefühle, und bis Programme so komplexe Empfindungen haben wie wir, gibt es keine Methode, nach der ein Programm etwas Schönes schreiben kann. „Fälschungen“ sind möglich – seichte Nachahmungen der Syntax früherer Musik – aber was man auch zunächst denken mag: Es gibt viel mehr an musikalischem Ausdruck, als sich in syntaktischen Regeln einfangen lässt. […] Ein „Programm“, das Musik erzeugen könnte, wie [Chopin und Bach] es taten, müsste allein auf der Welt umherirren, sich seinen Weg durch das Labyrinth des Lebens erkämpfen und jeden Augenblick erfühlen. Es müsste die Freude und Einsamkeit in einem eisigen Nachtwind verstehen, die Sehnsucht nach einer geliebten Hand, die Unzugänglichkeit einer fernen Stadt, das gebrochene Herz und die Regeneration nach dem Tod eines Menschen. Es müsste Resignation erfahren haben und Weltschmerz, Kummer und Verzweiflung, Vorsehung und Sieg, Frömmigkeit und Ehrfurcht.“

## Übersetzungen
Hofstadter behauptet, die Idee, sein Buch zu übersetzen, sei ihm „nie in den Sinn gekommen“, als er es schrieb – aber als sein Verleger es ansprach, war er „sehr aufgeregt, das Buch in anderen Sprachen zu sehen, besonders … auf Französisch“. Wie er in Kapitel XII ausführt, wusste er, dass es bei der Übersetzung „eine Million Probleme zu berücksichtigen“ gab, zumal das Buch auch auf „strukturellen Wortspielen“ beruht, bei denen sich Form und Inhalt gegenseitig widerspiegeln. Beispielsweise referenziert der Dialog „Krebs-Kanon“, der sich vorwärts wie rückwärts fast genauso liest, auch Bachs Krebskanon und Eschers gleichnamige Grafik.
Hofstadter nennt als Beispiel für Übersetzungsprobleme den Abschnitt „Mr. Tortoise, Meet Madame Tortue“ und sagt, dass die Übersetzer „sofort in den Konflikt zwischen dem weiblichen Geschlecht des französischen Substantivs tortue und der Männlichkeit meiner Figur, der Schildkröte, gerieten“. Hofstadter stimmte den Vorschlägen der Übersetzer zu, die französische Figur Madame Tortue und die italienische Version Signorina Tartaruga zu nennen. Die deutsche Übersetzung verwendet Herr Schildkröte oder Theo Schildkröte. Zur Wahrung der semantischen Bedeutung ging Hofstadter „akribisch jeden Satz von Gödel, Escher, Bach durch und kommentierte eine Kopie für die Übersetzer in jede Sprache, die in Frage kommen könnte“.
Die Übersetzungen boten Hofstadter auch die Möglichkeit, neue Bedeutungen und Wortspiele hinzuzufügen. Zum Beispiel ist der Untertitel im Chinesischen keine Übersetzung von „Eternal Golden Braid“, sondern eine scheinbar nicht verwandte Phrase Jí Yì Bì (集异璧, wörtlich „Sammlung exotischer Jaden“), die homophon zu GEB im Chinesischen ist. Einiges Material zu diesem Zusammenspiel findet sich in Hofstadters späterem Buch Le Ton beau de Marot: In Praise of the Music of Language (1997, nur in Englisch) in dem es hauptsächlich um Probleme der Übersetzbarkeit (auch durch Computer) und des Verstehens geht.
Die Nachbemerkung der deutschen Ausgabe von Gödel, Escher, Bach weist darauf hin, dass „der Autor, der genügend Deutsch spricht, der deutschen Übersetzung zugestimmt hat“ und „alle größeren Veränderungen und Ergänzungen mit ihm vorher abgesprochen“ wurden.

## Auszeichnungen
1980 wurde das Buch mit dem Pulitzer-Preis in der Kategorie General Non-Fiction und dem American Book Award in der Kategorie Science Hardback ausgezeichnet. Es wurde in Deutschland ein Bestseller und stand 1985 19 Wochen lang auf Platz 1 der Spiegel-Bestsellerliste.

## Ausgaben
- Gödel, Escher, Bach. An Eternal Golden Braid. Basic Books, New York NY 1979, ISBN 0-465-02685-0.
- Gödel, Escher, Bach. An Eternal Golden Braid. (Jubiläumsausgabe mit neuem Vorwort des Autors). Vintage Books, New York NY 1989, ISBN 0-394-75682-7.
- Gödel, Escher, Bach – ein Endloses Geflochtenes Band. Übersetzung: Philipp Wolff-Windegg und Hermann Feuersee. 18. Auflage. Klett-Cotta, Stuttgart 2008, ISBN 978-3-608-94442-6.

## Rezeption (Auswahl)
- „Ein gigantisches Mosaik aus mathematischer Logik, nicht-euklidischer Geometrie, Molekularbiologie, Teilchenphysik, Computermusik, Linguistik, Zen-Buddhismus, Theorien über künstliche Intelligenz, Bewusstsein, freiem Willen und, und, und.“ François Fricker in: Der Spiegel.[8]
- „[…] Douglas R. Hofstadter, der 1979 mit ‚Gödel, Escher, Bach‘ ein weltweit bewundertes Debüt als Autor und ein vielfach ausgezeichnetes wissenschaftliches Sachbuch vorgelegt hat, […].“ Peter Jungwirth in: Wiener Zeitung.[9]